# باتاآن

جانمای استان باتاآن در نقشه فیلیپین.

باتاآن یا باتان (Bataan) یکی از استان‌های کشور فیلیپین است. این استان در شمال این کشور قرار گرفته‌است و بخشی از جزیرهٔ لوزون به شمار می‌رود. مرکز این استان شهر بالانگا است. جمعیت آن حدود پانصد و شصت هزار نفر است. مساحت این استان هزار و سیصد کیلومتر مربع است .